# Grażyna Paturalska
Grażyna Paturalska (ur. 14 września 1957 w Kętrzynie) – polska polityk, przedsiębiorca, posłanka na Sejm IV kadencji.

## Życiorys
Absolwentka policealnego Nadbałtyckiego Studium Oświaty i Kultury Dorosłych (1981). W latach 1976–1992 pracowała m.in. jako nauczycielka w szkole podstawowej i kurator zawodowy dla nieletnich w Sądzie Rejonowym w Starogardzie Gdańskim. Od 1992 zajmowała się działalnością gospodarczą (była pełnomocnikiem firmy „PAKMET”). Kierowała też Polskim Stowarzyszeniem Właścicielek Firm.
W wyborach samorządowych w 1998 bezskutecznie ubiegała się o mandat radnej sejmiku pomorskiego z listy Unii Wolności. Od 2001 do 2005 sprawowała mandat posłanki na Sejm IV kadencji z ramienia Platformy Obywatelskiej, została wybrana w okręgu gdańskim. W marcu 2004 odeszła z partii, w wyborach w 2005 bezskutecznie kandydowała do Senatu z własnego komitetu. W 2009 przystąpiła do Stronnictwa Demokratycznego.
Została stylistką i projektantką mody. W 2014 ukazała się jej książka Ubierz duszę.